# Інгрід Маргус
Інгрід Маргус (ест. Ingrid Margus; нар. 5 січня 1994, Тарту, Естонія) — естонська театральна та кіноакторка. 

## Біографія
Інгрід Маргус народилася 5 січня 1994 року у Тарту. У 2013 році закінчила Гімназію Хуґо Треффнера. Маргус закінчила школу сценічних мистецтв Естонської академії музики і театру (2018). У 2019 році Інгрід закінчила навчання в Інституті театру і кіно Лі Страсберга в Нью-Йорку.

## Телебачення
- Офіс помсти (2009)
- Морське поле (2017)